# Кэбот, Брюс
Брюс Кэбот (англ. Bruce Cabot, 20 апреля 1904 — 3 мая 1972) — американский актёр, известный во многом благодаря исполнению роли Джека Дрисколла в фильме «Кинг-Конг» (1933).

## Биография
Родился в семье французского полковника Этьена де Буяк. После окончания университета в Теннеси, перепробовал множество профессий: матрос, страховщик, продавец, работник скотобойни.
Дебют в кино состоялся в 1931 году, но самой известной в его карьере стала роль Джека Дрискола в фильме «Кинг Конг» (1933).
В годы Второй мировой войны Брюс Кабот служил в военной разведке США. После войны вернулся в Голливуд, работал не только в кино, но и на телевидении. Последней его работой была роль в фильме о Джеймсе Бонде «Бриллианты навсегда» (1971).
Трижды был женат и трижды разведён. Умер от рака лёгких и горла.

## Избранная фильмография
| Год  |   | Русское название      | Оригинальное название | Роль                            |
| ---- | - | --------------------- | --------------------- | ------------------------------- |
| 1933 | ф | Кинг-Конг             | King Kong             | Джек Дрисколл                   |
| 1936 | ф | Ярость                | Fury                  | Кирби Доусон                    |
| 1938 | ф | Разгром рэкета        | Smashing the Rackets  | Стив Лоренс                     |
| 1939 | ф | Додж-Сити             | Dodge City            | Джефф Саррет                    |
| 1941 | ф | Нью-орлеанский огонёк | Нью-орлеанский огонёк | Роберт                          |
| 1943 | ф | Песня пустыни         | The Desert Song       | полковник Фонтейн               |
| 1945 | ф | Падший ангел          | Fallen Angel          | Дэйв Эткинс                     |
| 1958 | ф | Тихий американец      | The Quiet American    | Билл Гренжер                    |
| 1959 | ф | Джон Пол Джонс        | John Paul Jones       | Лоури, артиллерист              |
| 1963 | ф | Маклинток!            | McLintock!            | Бен Сейдж                       |
| 1967 | ф | Боевой фургон         | The War Wagon         | Фрэнк Пирс                      |
| 1968 | ф | Зелёные береты        | The Green Berets      | полковник Морган                |
| 1971 | ф | Бриллианты навсегда   | Diamonds Are Forever  | Берт Саксби, управляющий казино |
| 1971 | ф | Большой Джейк         | Big Jake              | Сэм Остроносый                  |